# Dyme bifrons
Dyme bifrons är en insektsart som beskrevs av Carl Stål 1875. Dyme bifrons ingår i släktet Dyme och familjen Diapheromeridae. Inga underarter finns listade i Catalogue of Life.